# 布施長吉
布施 長吉（ふせ ながよし）は、戦国時代の三河国の武士。松平氏の家臣。

## 生涯
父は松平清康に仕えたといい、長吉は清康の孫の家康に仕えた。永禄7年（1564年）三河一向一揆との戦いで、石川重政らとともに勝鬘寺へ偵察に出たところで出撃してきた一揆方と交戦し、一揆方に属していた渡辺守綱に討ち取られた。